# Piotr Janowicz Montygerdowicz
Piotr Janowicz Montygerdowicz herbu Wadwicz, zwany Białym (zm. po 1497) – marszałek ziemski litewski (od 1490), wojewoda trocki (od 1490), marszałek królewski (1480), starosta bracławski (1480), łucki (1486–1489), marszałek ziemi wołyńskiej (1487–1489).

## Życiorys
Wnuk Piotra Montygerdowicza, syn Jana.
Działalność polityczną rozpoczął za Kazimierza Jagiellończyka. Z ramienia w. ks. objął w zarząd ziemię wołyńską. Od 1486 był starostą łuckim, a w 1487 po śmierci Olizara Szyłowicza otrzymał najwyższy urząd na Wołyniu – marszałka ziemi wołyńskiej. W 1489 wrócił na Litwę. Został mianowany wojewodą trockim i marszałkiem ziemskim lit. Wszedł do najwyższej rady litewskiej, zajmując w niej trzecie miejsce po biskupie i wojewodzie wileńskim.  
Po śmierci Kazimierza Jagiellończyka przyczynił się do szybkiego wyniesienia na tron wielkoksiążęcy Aleksandra Jagiellończyka (1492). Był pierwszym posłem w poselstwie z Wilna do Moskwy w sprawie zawarcia pokoju i małżeństwa między Aleksandrem Jagiellończykiem a Heleną, córką w. ks. Iwana III (1493/4). W latach 1495–6 prowadził z ramienia Aleksandra Jagiellończyka politykę moskiewską.
Po drugiej żonie dziadka, Piotra Montygerdowicza, – Annie Januszowej, księżnej łoskiej, otrzymał Łosk, od Kazimierza Jagiellończyka dobra Duśmiany, a także dwory pod Klewaniem i po śmierci Mikołaja Niemirowicza – Nieśwież.
Poślubił córkę namiestnika smoleńskiego, a później wojewody trockiego Jana Wiazowicza i kasztelanki wileńskiej Kieżgajłówny – Annę. Miał z nią dwoje dzieci: Jana, marszałka wielkoksiążęcego, który zginął w Bitwie nad Wiedroszą (14.VII.1500) i Zofię, która stała się dziedziczką jednego z największych majątków w W.X.L., – żonę hetmana wielkiego lit. Stanisława Kiszki.